# Торгау-Ошац (район)
Торгау-Ошац (нім. Landkreis Torgau-Oschatz) — колишній район Німеччини. 
Центр району — місто Торгау. Район входив у землю Саксонія. Підпорядкований адміністративному округу Лейпциг. 
Населення 94,2 тис. осіб (2007). Площа - 1 167,53 км².  Густота населення - 81 осіб/км². 
Офіційний код району - 14 3 89. 

## Адміністративний поділ
Район поділявся на 21 громаду. 

## Міста та громади

### Міста
1. Бельгерн (5 044)
2. Дален (4 959)
3. Домміч (2 960)
4. Мюгельн (4 677)
5. Ошац (15 891)
6. Торгау (18 140)
7. Шільдау (3 692)

### Громади
1. Арцберг (2 239)
2. Байльроде (2 642)
3. Вермсдорф (5 842)
4. Гростребен-Цвєтау (2 031)
5. Драйхайде (2 421)
6. Зорнціг-Аблас (2 339)
7. Кафертіц (2 519)
8. Лібшюцберг (3 426)
9. Мокрена (5 510)
10. Наундорф (2 622)
11. Пфлюкуфф (2 445)
12. Троссін (1 493)
13. Цінна (1 655)
14. Ельсніг (1 673)

### Об'єднання громад

#### Управління Торгау
(30 червня 2007) 